# Unidade de conta
Em economia, unidade de conta é uma das funções do dinheiro, que é utilizada como valor de algo, medido em uma moeda específica. Isso permite que coisas diferentes sejam comparadas entre si; por exemplo, bens, serviços, ativos, passivos, trabalho, renda, despesas. A unidade de conta empresta significado a lucros, perdas, passivos ou ativos.
Uma unidade de conta na contabilidade financeira refere-se às palavras usadas para descrever os ativos e passivos específicos que são relatados nas demonstrações financeiras em vez das unidades usadas para mensurá-los. Unidade de conta e unidade de medida às vezes são tratadas como sinônimos em contabilidade financeira e economia.

## Nas transações com bitcoin
No contexto Bitcoin, a unidade de conta é garantida porque cada conta é representada por uma chave de criptografia assimétrica.
Isto porque é somente possível fazer transações de Bitcoin com a assinatura criptografada da chave privada. Portanto, aquele que possuí-la, também possuí os bitcoins associados à ela.
Toda chave privada tem seu par chave pública que é usado pela rede para verificar se uma assinatura apresentada realmente foi gerada por uma determinada chave privada. Somente o dono da chave privada a possuí, porém toda rede conhece uma conta através da chave pública. Este trabalho de verificar se uma transação foi assinada pela chave privada de uma determinada chave pública é parte da mineração de Bitcoin.
Através de uma chave pública é possível rastrear seu histórico de transações. Portanto, o anonimato do Bitcoin está garantido somente em termos de que não é preciso fornecer nenhuma informação para entrar na rede: basta criar uma nova conta, ou seja, gerar um par chave de pública/privada, e iniciar as transações.
Uma chave privada de Bitcoin possui 256 Bits, podendo ser representada de diversas maneiras. 
```
Por exemplo, o formato de 64 
hexadecimal
: E9873D79C6D87DC0FB6A5778633389F4453213303DA61F20BD67FC233AA33262
```

```
Outro exemplo é o formato 
mini
[
6
]
: SzavMBLoXU6kDrqtUVmffv
```

Caso uma chave privada seja perdida, é impossível recuperá-la, de modo que todo Bitcoin associado a ela se tornará inacessível para toda a comunidade e para todo o sempre. Portanto, o armazenamento desta chave é um ponto crítico para uma conta Bitcoin. Nela se concentra grande parte da segurança do Bitcoin, havendo diversas estratégias de armazenamento e utilização como, por exemplo, carteiras quentes.
Uma chave pública, também chamada de Endereço, é um identificador que possui de 26 a 35 caracteres alfanuméricos. Ele possuí regras de criação específicas para evitar ambiguidades e também para possibilitar um processo de validação de endereço, evitando erros de tipografia. Existem três formatos básicos de endereços:
1. P2PKH que começa pelo número 1, exemplo: 1BvBMSEYstWetqTFn5Au4m4GFg7xJaNVN2
2. P2SH que começa pelo número 3, exemplo: 3J98t1WpEZ73CNmQviecrnyiWrnqRhWNLy
3. Bech32 que começa por bc1, exemplo: bc1qar0srrr7xfkvy5l643lydnw9re59gtzzwf5md

A probabilidade de um endereço escrito incorretamente ser aceito é de, aproximadamente, 1 em 4.29 bilhões.